# Blomsterlin
Blomsterlin (Linum grandiflorum) är en linväxtart som beskrevs av René Louiche Desfontaines. Enligt både Catalogue of Life och Dyntaxa ingår Blomsterlin i släktet linsläktet och familjen linväxter. Arten förekommer tillfälligt i Sverige, men reproducerar sig inte. Inga underarter finns listade i Catalogue of Life.

## Bildgalleri

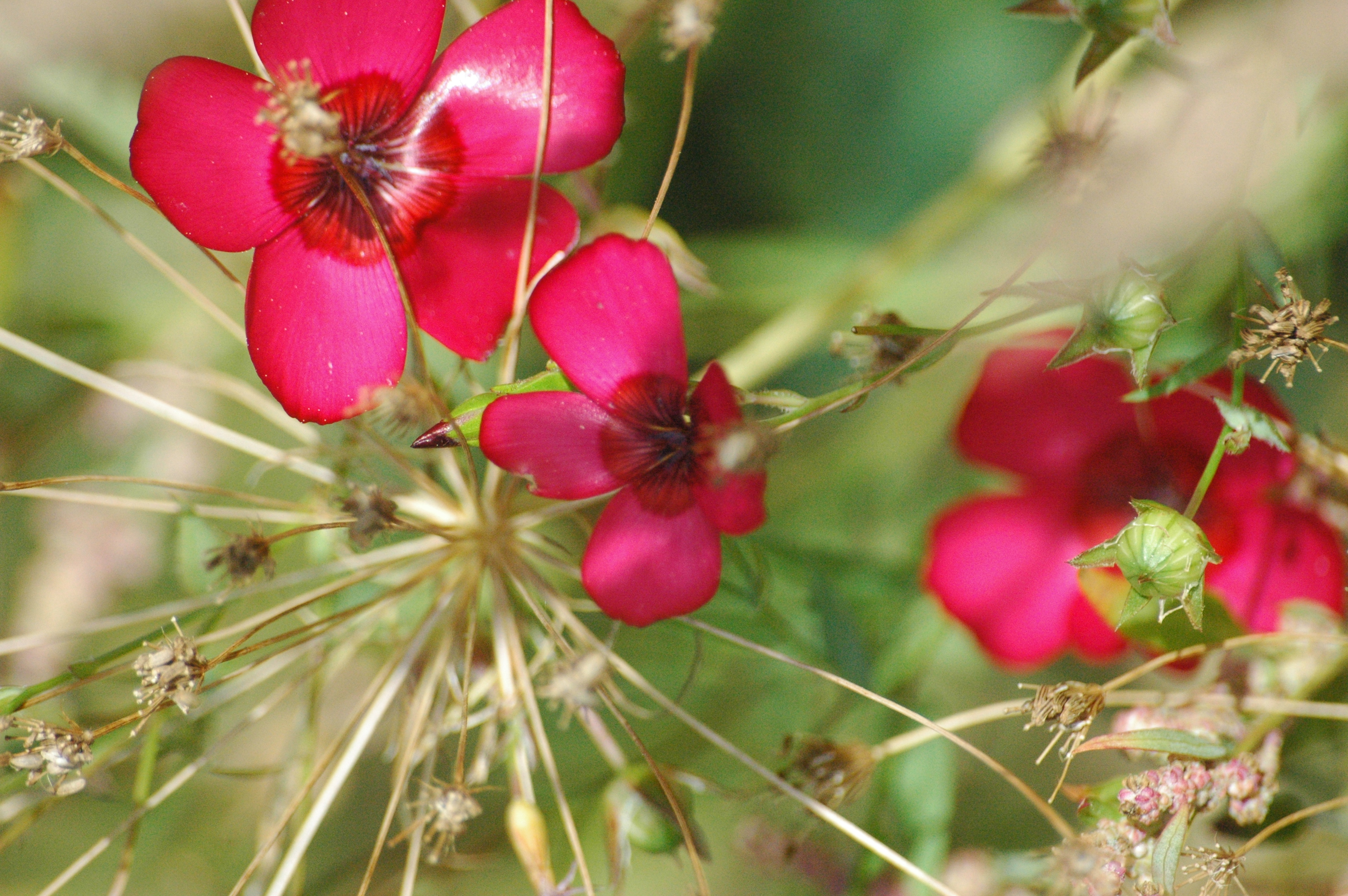
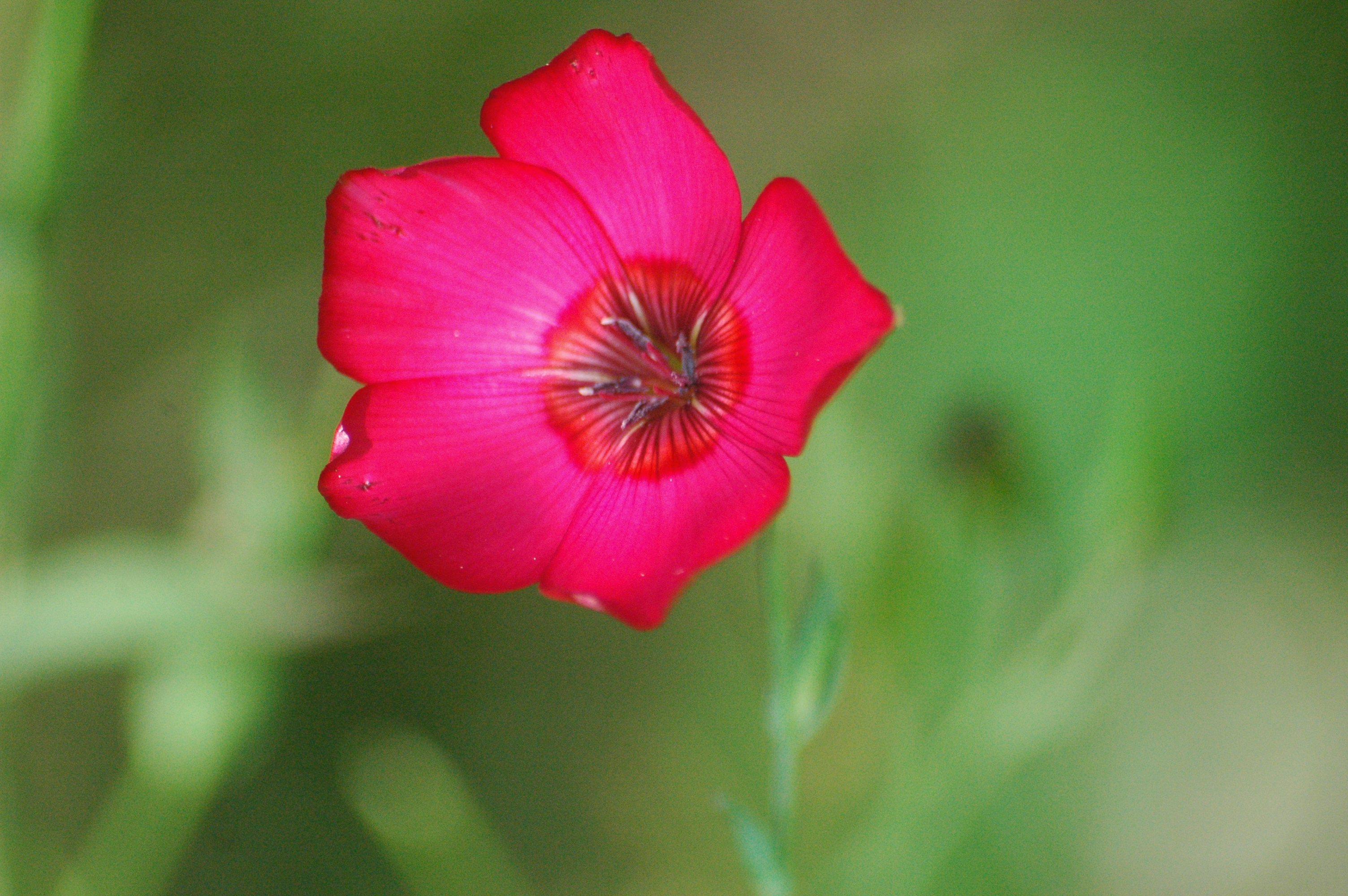
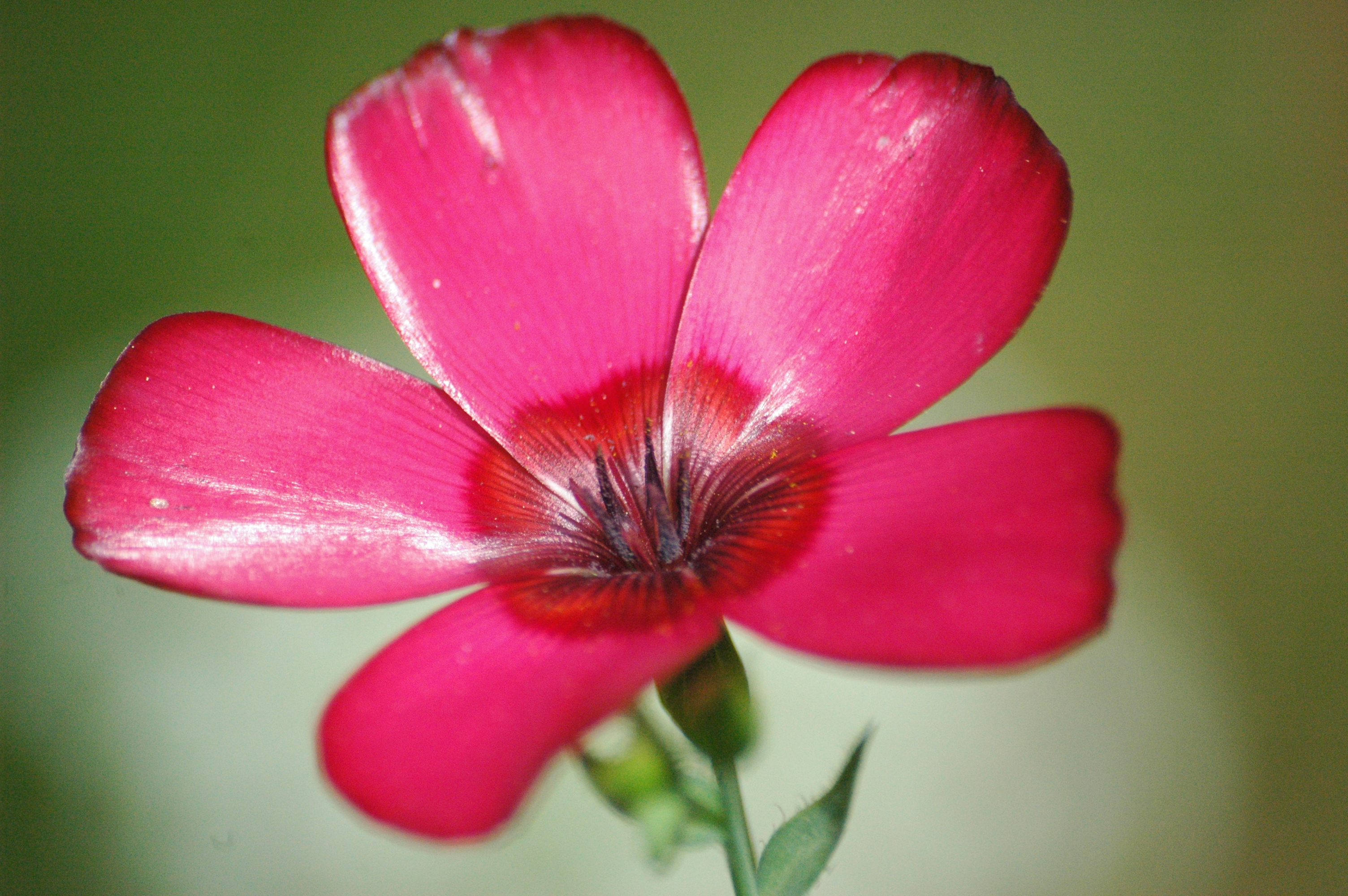
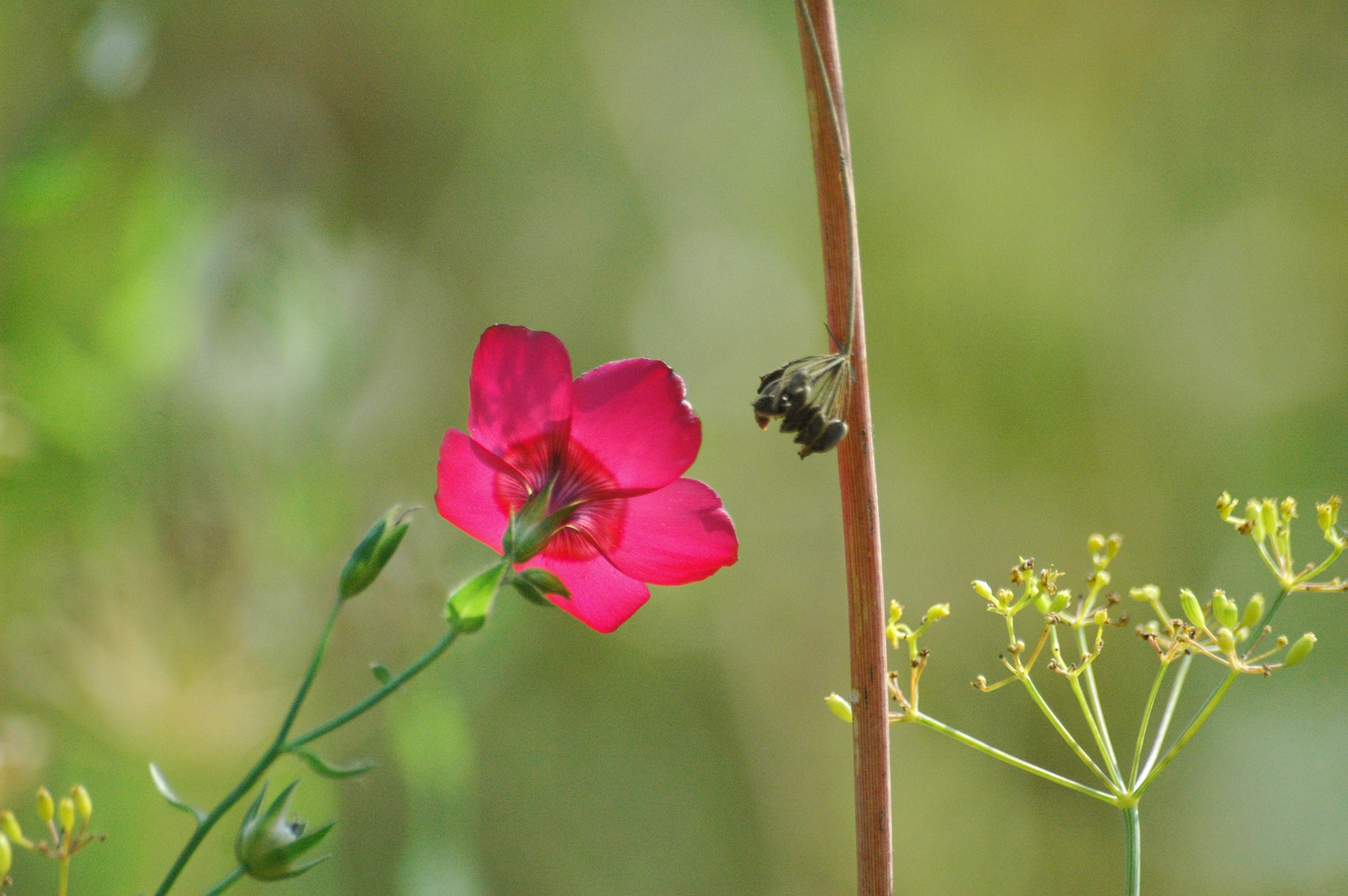
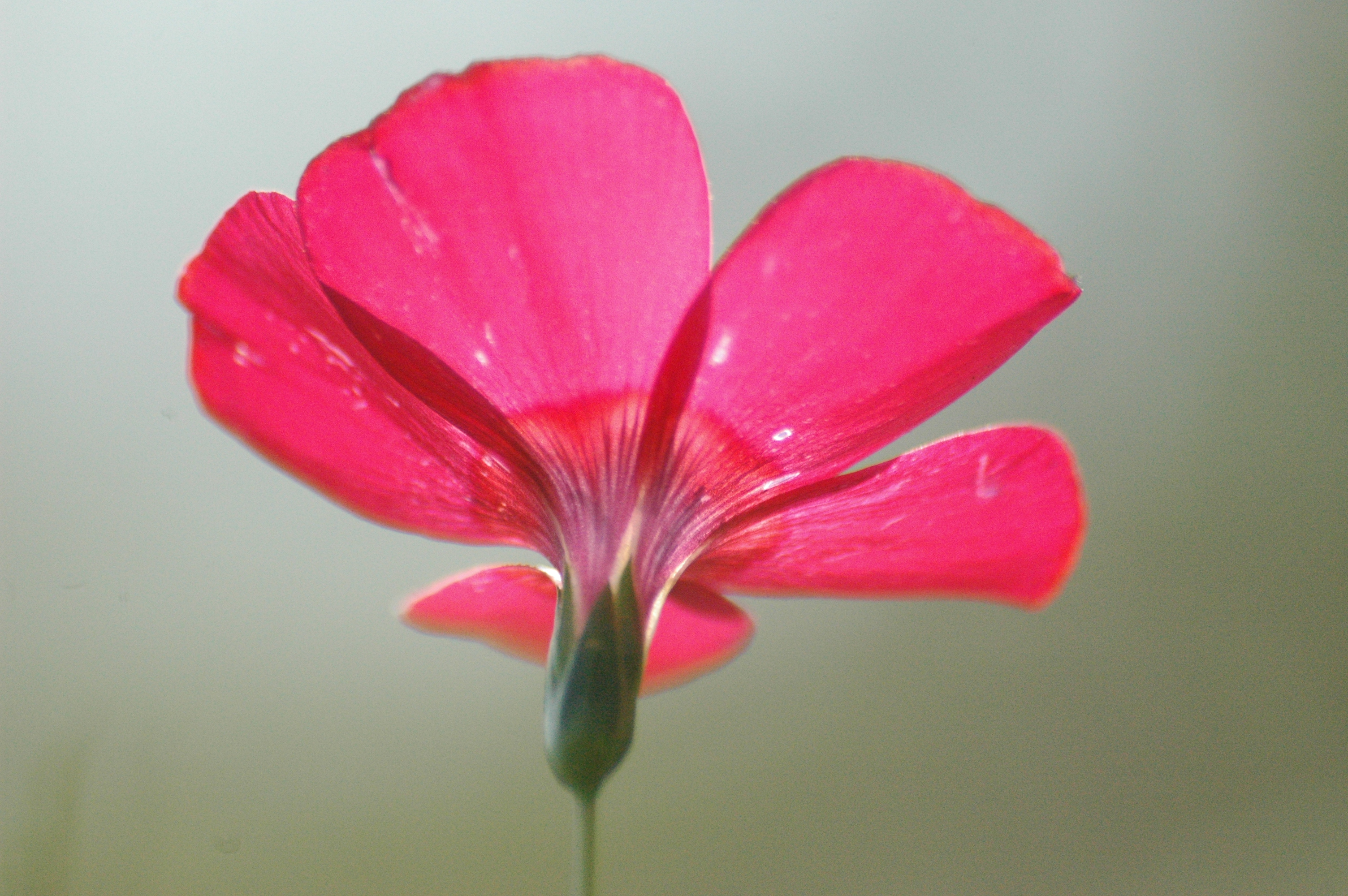